# Rourea pseudogardneriana
Rourea pseudogardneriana är en tvåhjärtbladig växtart som beskrevs av E. Forero, E. Carbonó & L.A. Vidal. Rourea pseudogardneriana ingår i släktet Rourea och familjen Connaraceae. Inga underarter finns listade i Catalogue of Life.